# Tour de La Provence 2022
Tour de La Provence 2022 var den 7. udgave af det franske etapeløb Tour de La Provence. Cykelløbets prolog og tre etaper blev kørt over 516,3 km fra 10. til 13. februar 2022 med start i Berre-l'Étang og mål på Montagne de Lure. Løbet var en del af UCI ProSeries 2022.
Løbets samlede vinder blev colombianske Nairo Quintana fra Arkéa-Samsic for anden gang i karrieren. Den franske verdensmester Julian Alaphilippe fra Quick-Step Alpha Vinyl endte på andenpladsen, mens danske  Mattias Skjelmose (Trek-Segafredo) kom på tredjepladsen og vandt ungdomskonkurrencen.

## Etaperne
| Etape    | Dato     | Start – Mål                       | type              | Afstand (km) | Elevation (m) | Etapevinder    | Førende rytter |
| -------- | -------- | --------------------------------- | ----------------- | ------------ | ------------- | -------------- | -------------- |
| Prolog   | 10. feb. | Berre-l'Étang – Berre-l'Étang     | prolog            | 7,1          | 14 m          | Filippo Ganna  | Filippo Ganna  |
| 1. etape | 11. feb. | Istres – Saintes-Maries-de-la-Mer | flad etape        | 151,8        | 360 m         | Elia Viviani   | Filippo Ganna  |
| 2. etape | 12. feb. | Arles – Manosque                  | kuperet etape     | 180,6        | 2.202 m       | Bryan Coquard  | Filippo Ganna  |
| 3. etape | 13. feb. | Manosque – Montagne de Lure       | middel bjergetape | 166,1        | 3.223 m       | Nairo Quintana | Nairo Quintana |

### Prolog
| Berre-l'Étang - Berre-l'Étang | prolog | (7,1 km) |

| \| Etaperesultat \| Etaperesultat \| Etaperesultat \| Etaperesultat \| Etaperesultat \| \| Rytter \| Rytter \| Hold \| Tid \| \| \| ------------- \| ------------------- \| ---------------------- \| ------------- \| ------------- \| \| 1. \| Filippo Ganna \| Ineos Grenadiers \| 8' 04" \| \| \| 2. \| Ethan Hayter \| Ineos Grenadiers \| + 12" \| \| \| 3. \| Tobias Ludvigsson \| Groupama-FDJ \| + 13" \| \| \| 4. \| Samuele Battistella \| Astana Qazaqstan Team \| + 15" \| \| \| 5. \| Pierre Latour \| TotalEnergies \| + 15" \| \| \| 6. \| Julian Alaphilippe \| Quick-Step Alpha Vinyl \| + 17" \| \| \| 7. \| Maciej Bodnar \| TotalEnergies \| + 17" \| \| \| 8. \| Mathias Norsgaard \| Movistar Team \| + 19" \| \| \| 9. \| Dries Devenyns \| Quick-Step Alpha Vinyl \| + 19" \| \| \| 10. \| Ilan Van Wilder \| Quick-Step Alpha Vinyl \| + 20" \| \| |                     |                        |        |
| |                     |                        |        |
| Kilde: ProCyclingStats |                     |                        |        |
| Etaperesultat |                     |                        |        |
| Rytter | Rytter              | Hold                   | Tid    |
| 1. | Filippo Ganna       | Ineos Grenadiers       | 8' 04" |
| 2. | Ethan Hayter        | Ineos Grenadiers       | + 12"  |
| 3. | Tobias Ludvigsson   | Groupama-FDJ           | + 13"  |
| 4. | Samuele Battistella | Astana Qazaqstan Team  | + 15"  |
| 5. | Pierre Latour       | TotalEnergies          | + 15"  |
| 6. | Julian Alaphilippe  | Quick-Step Alpha Vinyl | + 17"  |
| 7. | Maciej Bodnar       | TotalEnergies          | + 17"  |
| 8. | Mathias Norsgaard   | Movistar Team          | + 19"  |
| 9. | Dries Devenyns      | Quick-Step Alpha Vinyl | + 19"  |
| 10. | Ilan Van Wilder     | Quick-Step Alpha Vinyl | + 20"  |

| \| Samlede stilling \| Samlede stilling \| Samlede stilling \| Samlede stilling \| Samlede stilling \| \| Rytter \| Rytter \| Hold \| Tid \| \| \| ---------------- \| ------------------- \| ---------------------- \| ---------------- \| ---------------- \| \| 1. \| Filippo Ganna \| Ineos Grenadiers \| 8' 04" \| \| \| 2. \| Ethan Hayter \| Ineos Grenadiers \| + 12" \| \| \| 3. \| Tobias Ludvigsson \| Groupama-FDJ \| + 13" \| \| \| 4. \| Samuele Battistella \| Astana Qazaqstan Team \| + 15" \| \| \| 5. \| Pierre Latour \| TotalEnergies \| + 15" \| \| \| 6. \| Julian Alaphilippe \| Quick-Step Alpha Vinyl \| + 17" \| \| \| 7. \| Maciej Bodnar \| TotalEnergies \| + 17" \| \| \| 8. \| Mathias Norsgaard \| Movistar Team \| + 19" \| \| \| 9. \| Dries Devenyns \| Quick-Step Alpha Vinyl \| + 19" \| \| \| 10. \| Ilan Van Wilder \| Quick-Step Alpha Vinyl \| + 20" \| \| |                     |                        |        |
| |                     |                        |        |
| Kilde: ProCyclingStats |                     |                        |        |
| Samlede stilling |                     |                        |        |
| Rytter | Rytter              | Hold                   | Tid    |
| 1. | Filippo Ganna       | Ineos Grenadiers       | 8' 04" |
| 2. | Ethan Hayter        | Ineos Grenadiers       | + 12"  |
| 3. | Tobias Ludvigsson   | Groupama-FDJ           | + 13"  |
| 4. | Samuele Battistella | Astana Qazaqstan Team  | + 15"  |
| 5. | Pierre Latour       | TotalEnergies          | + 15"  |
| 6. | Julian Alaphilippe  | Quick-Step Alpha Vinyl | + 17"  |
| 7. | Maciej Bodnar       | TotalEnergies          | + 17"  |
| 8. | Mathias Norsgaard   | Movistar Team          | + 19"  |
| 9. | Dries Devenyns      | Quick-Step Alpha Vinyl | + 19"  |
| 10. | Ilan Van Wilder     | Quick-Step Alpha Vinyl | + 20"  |

### 1. etape
| Istres - Saintes-Maries-de-la-Mer | flad etape | (151,8 km) |

| \| Etaperesultat \| Etaperesultat \| Etaperesultat \| Etaperesultat \| Etaperesultat \| \| Rytter \| Rytter \| Hold \| Tid \| \| \| ------------- \| ------------------- \| ---------------------- \| ------------- \| ------------- \| \| 1. \| Elia Viviani \| Ineos Grenadiers \| 3t 14' 58" \| \| \| 2. \| Sep Vanmarcke \| Israel-Premier Tech \| + 0" \| \| \| 3. \| Julian Alaphilippe \| Quick-Step Alpha Vinyl \| + 0" \| \| \| 4. \| Martijn Tusveld \| Team DSM \| + 0" \| \| \| 5. \| Samuele Battistella \| Astana Qazaqstan Team \| + 0" \| \| \| 6. \| Cedric Beullens \| Lotto-Soudal \| + 0" \| \| \| 7. \| Mattias Skjelmose \| Trek-Segafredo \| + 0" \| \| \| 8. \| Pierre Latour \| TotalEnergies \| + 0" \| \| \| 9. \| Matteo Jorgenson \| Movistar Team \| + 0" \| \| \| 10. \| Ilan Van Wilder \| Quick-Step Alpha Vinyl \| + 0" \| \| |                     |                        |            |
| |                     |                        |            |
| Kilde: ProCyclingStats |                     |                        |            |
| Etaperesultat |                     |                        |            |
| Rytter | Rytter              | Hold                   | Tid        |
| 1. | Elia Viviani        | Ineos Grenadiers       | 3t 14' 58" |
| 2. | Sep Vanmarcke       | Israel-Premier Tech    | + 0"       |
| 3. | Julian Alaphilippe  | Quick-Step Alpha Vinyl | + 0"       |
| 4. | Martijn Tusveld     | Team DSM               | + 0"       |
| 5. | Samuele Battistella | Astana Qazaqstan Team  | + 0"       |
| 6. | Cedric Beullens     | Lotto-Soudal           | + 0"       |
| 7. | Mattias Skjelmose   | Trek-Segafredo         | + 0"       |
| 8. | Pierre Latour       | TotalEnergies          | + 0"       |
| 9. | Matteo Jorgenson    | Movistar Team          | + 0"       |
| 10. | Ilan Van Wilder     | Quick-Step Alpha Vinyl | + 0"       |

| \| Samlede stilling \| Samlede stilling \| Samlede stilling \| Samlede stilling \| Samlede stilling \| \| Rytter \| Rytter \| Hold \| Tid \| \| \| ---------------- \| ------------------- \| ---------------------- \| ---------------- \| ---------------- \| \| 1. \| Filippo Ganna \| Ineos Grenadiers \| 3t 26' 05" \| \| \| 2. \| Julian Alaphilippe \| Quick-Step Alpha Vinyl \| + 4" \| \| \| 3. \| Pierre Latour \| TotalEnergies \| + 10" \| \| \| 4. \| Samuele Battistella \| Astana Qazaqstan Team \| + 12" \| \| \| 5. \| Ilan Van Wilder \| Quick-Step Alpha Vinyl \| + 17" \| \| \| 6. \| Mattias Skjelmose \| Trek-Segafredo \| + 21" \| \| \| 7. \| Matteo Jorgenson \| Movistar Team \| + 21" \| \| \| 8. \| Louis Vervaeke \| Quick-Step Alpha Vinyl \| + 21" \| \| \| 9. \| Sep Vanmarcke \| Israel-Premier Tech \| + 22" \| \| \| 10. \| Maxime Bouet \| Arkéa-Samsic \| + 23" \| \| |                     |                        |            |
| |                     |                        |            |
| Kilde: ProCyclingStats |                     |                        |            |
| Samlede stilling |                     |                        |            |
| Rytter | Rytter              | Hold                   | Tid        |
| 1. | Filippo Ganna       | Ineos Grenadiers       | 3t 26' 05" |
| 2. | Julian Alaphilippe  | Quick-Step Alpha Vinyl | + 4"       |
| 3. | Pierre Latour       | TotalEnergies          | + 10"      |
| 4. | Samuele Battistella | Astana Qazaqstan Team  | + 12"      |
| 5. | Ilan Van Wilder     | Quick-Step Alpha Vinyl | + 17"      |
| 6. | Mattias Skjelmose   | Trek-Segafredo         | + 21"      |
| 7. | Matteo Jorgenson    | Movistar Team          | + 21"      |
| 8. | Louis Vervaeke      | Quick-Step Alpha Vinyl | + 21"      |
| 9. | Sep Vanmarcke       | Israel-Premier Tech    | + 22"      |
| 10. | Maxime Bouet        | Arkéa-Samsic           | + 23"      |

### 2. etape
| Arles - Manosque | kuperet etape | (180,6 km) |

| \| Etaperesultat \| Etaperesultat \| Etaperesultat \| Etaperesultat \| Etaperesultat \| \| Rytter \| Rytter \| Hold \| Tid \| \| \| ------------- \| ---------------------- \| ---------------------- \| ------------- \| ------------- \| \| 1. \| Bryan Coquard \| Cofidis \| 4t 19' 42" \| \| \| 2. \| Julian Alaphilippe \| Quick-Step Alpha Vinyl \| + 0" \| \| \| 3. \| Filippo Ganna \| Ineos Grenadiers \| + 0" \| \| \| 4. \| Pierre Latour \| TotalEnergies \| + 0" \| \| \| 5. \| Arnaud Démare \| Groupama-FDJ \| + 0" \| \| \| 6. \| Nairo Quintana \| Arkéa-Samsic \| + 0" \| \| \| 7. \| Mads Würtz Schmidt \| Israel-Premier Tech \| + 0" \| \| \| 8. \| Matteo Jorgenson \| Movistar Team \| + 0" \| \| \| 9. \| Aurélien Paret-Peintre \| AG2R Citroën Team \| + 0" \| \| \| 10. \| Lorrenzo Manzin \| TotalEnergies \| + 0" \| \| |                        |                        |            |
| |                        |                        |            |
| Kilde: ProCyclingStats |                        |                        |            |
| Etaperesultat |                        |                        |            |
| Rytter | Rytter                 | Hold                   | Tid        |
| 1. | Bryan Coquard          | Cofidis                | 4t 19' 42" |
| 2. | Julian Alaphilippe     | Quick-Step Alpha Vinyl | + 0"       |
| 3. | Filippo Ganna          | Ineos Grenadiers       | + 0"       |
| 4. | Pierre Latour          | TotalEnergies          | + 0"       |
| 5. | Arnaud Démare          | Groupama-FDJ           | + 0"       |
| 6. | Nairo Quintana         | Arkéa-Samsic           | + 0"       |
| 7. | Mads Würtz Schmidt     | Israel-Premier Tech    | + 0"       |
| 8. | Matteo Jorgenson       | Movistar Team          | + 0"       |
| 9. | Aurélien Paret-Peintre | AG2R Citroën Team      | + 0"       |
| 10. | Lorrenzo Manzin        | TotalEnergies          | + 0"       |

| \| Samlede stilling \| Samlede stilling \| Samlede stilling \| Samlede stilling \| Samlede stilling \| \| Rytter \| Rytter \| Hold \| Tid \| \| \| ---------------- \| ------------------- \| ---------------------- \| ---------------- \| ---------------- \| \| 1. \| Filippo Ganna \| Ineos Grenadiers \| 7t 45' 43" \| \| \| 2. \| Julian Alaphilippe \| Quick-Step Alpha Vinyl \| + 2" \| \| \| 3. \| Pierre Latour \| TotalEnergies \| + 14" \| \| \| 4. \| Samuele Battistella \| Astana Qazaqstan Team \| + 16" \| \| \| 5. \| Mattias Skjelmose \| Trek-Segafredo \| + 25" \| \| \| 6. \| Matteo Jorgenson \| Movistar Team \| + 25" \| \| \| 7. \| Maxime Bouet \| Arkéa-Samsic \| + 27" \| \| \| 8. \| Ilan Van Wilder \| Quick-Step Alpha Vinyl \| + 27" \| \| \| 9. \| Damien Touzé \| AG2R Citroën Team \| + 30" \| \| \| 10. \| Nairo Quintana \| Arkéa-Samsic \| + 32" \| \| |                     |                        |            |
| |                     |                        |            |
| Kilde: ProCyclingStats |                     |                        |            |
| Samlede stilling |                     |                        |            |
| Rytter | Rytter              | Hold                   | Tid        |
| 1. | Filippo Ganna       | Ineos Grenadiers       | 7t 45' 43" |
| 2. | Julian Alaphilippe  | Quick-Step Alpha Vinyl | + 2"       |
| 3. | Pierre Latour       | TotalEnergies          | + 14"      |
| 4. | Samuele Battistella | Astana Qazaqstan Team  | + 16"      |
| 5. | Mattias Skjelmose   | Trek-Segafredo         | + 25"      |
| 6. | Matteo Jorgenson    | Movistar Team          | + 25"      |
| 7. | Maxime Bouet        | Arkéa-Samsic           | + 27"      |
| 8. | Ilan Van Wilder     | Quick-Step Alpha Vinyl | + 27"      |
| 9. | Damien Touzé        | AG2R Citroën Team      | + 30"      |
| 10. | Nairo Quintana      | Arkéa-Samsic           | + 32"      |

### 3. etape
| Manosque - Montagne de Lure | middel bjergetape | (166,1 km) |

| \| Etaperesultat \| Etaperesultat \| Etaperesultat \| Etaperesultat \| Etaperesultat \| \| Rytter \| Rytter \| Hold \| Tid \| \| \| ------------- \| ----------------------- \| ---------------------- \| ------------- \| ------------- \| \| 1. \| Nairo Quintana \| Arkéa-Samsic \| 4t 23' 06" \| \| \| 2. \| Mattias Skjelmose \| Trek-Segafredo \| + 37" \| \| \| 3. \| Matteo Jorgenson \| Movistar Team \| + 37" \| \| \| 4. \| Iván Sosa \| Movistar Team \| + 39" \| \| \| 5. \| Ilan Van Wilder \| Quick-Step Alpha Vinyl \| + 41" \| \| \| 6. \| Amanuel Ghebreigzabhier \| Trek-Segafredo \| + 46" \| \| \| 7. \| Julian Alaphilippe \| Quick-Step Alpha Vinyl \| + 47" \| \| \| 8. \| Pierre Latour \| TotalEnergies \| + 50" \| \| \| 9. \| Kenny Elissonde \| Trek-Segafredo \| + 1' 00" \| \| \| 10. \| Geoffrey Bouchard \| AG2R Citroën Team \| + 1' 03" \| \| |                         |                        |            |
| |                         |                        |            |
| Kilde: ProCyclingStats |                         |                        |            |
| Etaperesultat |                         |                        |            |
| Rytter | Rytter                  | Hold                   | Tid        |
| 1. | Nairo Quintana          | Arkéa-Samsic           | 4t 23' 06" |
| 2. | Mattias Skjelmose       | Trek-Segafredo         | + 37"      |
| 3. | Matteo Jorgenson        | Movistar Team          | + 37"      |
| 4. | Iván Sosa               | Movistar Team          | + 39"      |
| 5. | Ilan Van Wilder         | Quick-Step Alpha Vinyl | + 41"      |
| 6. | Amanuel Ghebreigzabhier | Trek-Segafredo         | + 46"      |
| 7. | Julian Alaphilippe      | Quick-Step Alpha Vinyl | + 47"      |
| 8. | Pierre Latour           | TotalEnergies          | + 50"      |
| 9. | Kenny Elissonde         | Trek-Segafredo         | + 1' 00"   |
| 10. | Geoffrey Bouchard       | AG2R Citroën Team      | + 1' 03"   |

## Resultater

### Samlede stilling
| \| Samlede stilling \| Samlede stilling \| Samlede stilling \| Samlede stilling \| Samlede stilling \| \| Rytter \| Rytter \| Hold \| Tid \| \| \| ---------------- \| ---------------------- \| ---------------------- \| ---------------- \| ---------------- \| \| 1. \| Nairo Quintana \| Arkéa-Samsic \| 12t 09' 11" \| \| \| 2. \| Julian Alaphilippe \| Quick-Step Alpha Vinyl \| + 27" \| \| \| 3. \| Mattias Skjelmose \| Trek-Segafredo \| + 34" \| \| \| 4. \| Matteo Jorgenson \| Movistar Team \| + 36" \| \| \| 5. \| Pierre Latour \| TotalEnergies \| + 42" \| \| \| 6. \| Ilan Van Wilder \| Quick-Step Alpha Vinyl \| + 46" \| \| \| 7. \| Samuele Battistella \| Astana Qazaqstan Team \| + 1' 21" \| \| \| 8. \| Aurélien Paret-Peintre \| AG2R Citroën Team \| + 1' 45" \| \| \| 9. \| Maxime Bouet \| Arkéa-Samsic \| + 1' 56" \| \| \| 10. \| Louis Vervaeke \| Quick-Step Alpha Vinyl \| + 2' 55" \| \| |                        |                        |             |
| |                        |                        |             |
| Kilde: ProCyclingStats |                        |                        |             |
| Samlede stilling |                        |                        |             |
| Rytter | Rytter                 | Hold                   | Tid         |
| 1. | Nairo Quintana         | Arkéa-Samsic           | 12t 09' 11" |
| 2. | Julian Alaphilippe     | Quick-Step Alpha Vinyl | + 27"       |
| 3. | Mattias Skjelmose      | Trek-Segafredo         | + 34"       |
| 4. | Matteo Jorgenson       | Movistar Team          | + 36"       |
| 5. | Pierre Latour          | TotalEnergies          | + 42"       |
| 6. | Ilan Van Wilder        | Quick-Step Alpha Vinyl | + 46"       |
| 7. | Samuele Battistella    | Astana Qazaqstan Team  | + 1' 21"    |
| 8. | Aurélien Paret-Peintre | AG2R Citroën Team      | + 1' 45"    |
| 9. | Maxime Bouet           | Arkéa-Samsic           | + 1' 56"    |
| 10. | Louis Vervaeke         | Quick-Step Alpha Vinyl | + 2' 55"    |

### Pointkonkurrencen
| Pointkonkurrence | Pointkonkurrence    | Pointkonkurrence       | Pointkonkurrence | Pointkonkurrence |
| Rytter           | Rytter              | Hold                   | Point            |                  |
| ---------------- | ------------------- | ---------------------- | ---------------- | ---------------- |
| 1.               | Julian Alaphilippe  | Quick-Step Alpha Vinyl | 34 point         |                  |
| 2.               | Pierre Latour       | TotalEnergies          | 18 point         |                  |
| 3.               | Nairo Quintana      | Arkéa-Samsic           | 17 point         |                  |
| 4.               | Elia Viviani        | Ineos Grenadiers       | 15 point         |                  |
| 5.               | Matteo Jorgenson    | Movistar Team          | 15 point         |                  |
| 6.               | Mattias Skjelmose   | Trek-Segafredo         | 14 point         |                  |
| 7.               | Sep Vanmarcke       | Israel-Premier Tech    | 12 point         |                  |
| 8.               | Martijn Tusveld     | Team DSM               | 9 point          |                  |
| 9.               | Samuele Battistella | Astana Qazaqstan Team  | 8 point          |                  |
| 10.              | Arnaud Démare       | Groupama-FDJ           | 8 point          |                  |

### Bjergkonkurrencen
| Bjergkonkurrence | Bjergkonkurrence        | Bjergkonkurrence                 | Bjergkonkurrence | Bjergkonkurrence |
| Rytter           | Rytter                  | Hold                             | Point            |                  |
| ---------------- | ----------------------- | -------------------------------- | ---------------- | ---------------- |
| 1.               | Nairo Quintana          | Arkéa-Samsic                     | 10 point         |                  |
| 2.               | Paul Ourselin           | TotalEnergies                    | 8 point          |                  |
| 3.               | Mattias Skjelmose       | Trek-Segafredo                   | 8 point          |                  |
| 4.               | Matteo Jorgenson        | Movistar Team                    | 6 point          |                  |
| 5.               | Kévin Besson            | Nice Métropole Côte d'Azur       | 5 point          |                  |
| 6.               | Iván Sosa               | Movistar Team                    | 4 point          |                  |
| 7.               | Tom Mainguenaud         | Go Sport-Roubaix Lille Métropole | 2 point          |                  |
| 8.               | Ilan Van Wilder         | Quick-Step Alpha Vinyl           | 2 point          |                  |
| 9.               | Amanuel Ghebreigzabhier | Trek-Segafredo                   | 1 point          |                  |
| 10.              | Tristan Delacroix       | Nice Métropole Côte d'Azur       | 1 point          |                  |

### Ungdomskonkurrencen
| Ungdomskonkurrence | Ungdomskonkurrence  | Ungdomskonkurrence               | Ungdomskonkurrence | Ungdomskonkurrence |
| Rytter             | Rytter              | Hold                             | Tid                |                    |
| ------------------ | ------------------- | -------------------------------- | ------------------ | ------------------ |
| 1.                 | Mattias Skjelmose   | Trek-Segafredo                   | 12t 09' 45"        |                    |
| 2.                 | Matteo Jorgenson    | Movistar Team                    | + 2"               |                    |
| 3.                 | Ilan Van Wilder     | Quick-Step Alpha Vinyl           | + 12"              |                    |
| 4.                 | Samuele Battistella | Astana Qazaqstan Team            | + 47"              |                    |
| 5.                 | Mark Donovan        | Team DSM                         | + 12' 16"          |                    |
| 6.                 | Andrea Mifsud       | Nice Métropole Côte d'Azur       | + 13' 03"          |                    |
| 7.                 | Viktor Verschaeve   | Lotto-Soudal                     | + 13' 11"          |                    |
| 8.                 | Joris Delbove       | Saint Michel-Auber 93            | + 13' 56"          |                    |
| 9.                 | Valentin Ferron     | TotalEnergies                    | + 14' 30"          |                    |
| 10.                | Tom Mainguenaud     | Go Sport-Roubaix Lille Métropole | + 15' 37"          |                    |

### Holdkonkurrencen
| Holdkonkurrence | Holdkonkurrence        | Holdkonkurrence | Holdkonkurrence |
| Hold            | Hold                   | Tid             |                 |
| --------------- | ---------------------- | --------------- | --------------- |
| 1.              | Quick-Step Alpha Vinyl | 36t 31' 55"     |                 |
| 2.              | Arkéa-Samsic           | + 1' 33"        |                 |
| 3.              | AG2R Citroën Team      | + 11' 09"       |                 |
| 4.              | TotalEnergies          | + 14' 22"       |                 |
| 5.              | Israel-Premier Tech    | + 16' 26"       |                 |
| 6.              | Trek-Segafredo         | + 17' 28"       |                 |
| 7.              | Movistar Team          | + 20' 32"       |                 |
| 8.              | Team DSM               | + 23' 01"       |                 |
| 9.              | Ineos Grenadiers       | + 24' 04"       |                 |
| 10.             | Astana Qazaqstan Team  | + 31' 10"       |                 |

## Hold og ryttere
| UCI WorldTeams (11)- AG2R Citroën Team - Astana Qazaqstan Team - Cofidis - Team DSM - Groupama-FDJ - Ineos Grenadiers - Israel-Premier Tech - Lotto-Soudal - Movistar Team - Quick-Step Alpha Vinyl - Trek-Segafredo UCI ProTeams (3)- Arkéa-Samsic - B&B Hotels-KTM - TotalEnergies UCI Kontinentalhold (3)- Go Sport-Roubaix Lille Métropole - Nice Métropole Côte d'Azur - Saint Michel-Auber 93 |
| |

### Danske ryttere
| Danske ryttere på startlisten |                    |                     |           |
| Rygnummer                     | Rytter             | Hold                | Placering |
| 4                             | Mathias Norsgaard  | Movistar Team       | 50        |
| 32                            | Alexander Kamp     | Trek-Segafredo      | 70        |
| 34                            | Jakob Egholm       | Trek-Segafredo      | DNF-3     |
| 36                            | Mattias Skjelmose  | Trek-Segafredo      | 3         |
| 157                           | Mads Würtz Schmidt | Israel-Premier Tech | 12        |

* DNF = gennemførte ikke

### Startliste
| Movistar Team MOV | Movistar Team MOV        | Movistar Team MOV |
| ----------------- | ------------------------ | ----------------- |
| Nr.               | Rytter                   | Placering         |
| 1                 | Iván Sosa (COL)          | 24.               |
| 2                 | Gorka Izagirre (ESP)     | DNF-1             |
| 3                 | Matteo Jorgenson (USA)   | 4.                |
| 4                 | Mathias Norsgaard (DEN)  | 50.               |
| 5                 | Óscar Rodríguez (ESP)    | 26.               |
| 6                 | José Joaquín Rojas (ESP) | 56.               |
| 7                 | Antonio Pedrero (ESP)    | 42.               |

| Quick-Step Alpha Vinyl QST | Quick-Step Alpha Vinyl QST          | Quick-Step Alpha Vinyl QST |
| -------------------------- | ----------------------------------- | -------------------------- |
| Nr.                        | Rytter                              | Placering                  |
| 11                         | Julian Alaphilippe (FRA) (landevej) | 2.                         |
| 12                         | Pieter Serry (BEL)                  | 51.                        |
| 14                         | Dries Devenyns (BEL)                | 31.                        |
| 16                         | Ilan Van Wilder (BEL)               | 6.                         |
| 17                         | Louis Vervaeke (BEL)                | 10.                        |

| Ineos Grenadiers IGD | Ineos Grenadiers IGD   | Ineos Grenadiers IGD |
| -------------------- | ---------------------- | -------------------- |
| Nr.                  | Rytter                 | Placering            |
| 21                   | Elia Viviani (ITA)     | 57.                  |
| 22                   | Richard Carapaz (ECU)  | DNS-2                |
| 23                   | Filippo Ganna (ITA)    | DQ-3                 |
| 24                   | Ethan Hayter (GBR)     | 58.                  |
| 25                   | Salvatore Puccio (ITA) | 86.                  |
| 26                   | Luke Rowe (GBR)        | 35.                  |

| Trek-Segafredo TFS | Trek-Segafredo TFS            | Trek-Segafredo TFS |
| ------------------ | ----------------------------- | ------------------ |
| Nr.                | Rytter                        | Placering          |
| 31                 | Dario Cataldo (ITA)           | 47.                |
| 32                 | Alexander Kamp (DEN)          | 70.                |
| 33                 | Kenny Elissonde (FRA)         | 23.                |
| 34                 | Jakob Egholm (DEN)            | DNF-3              |
| 35                 | Amanuel Ghebreigzabhier (ERI) | 15.                |
| 36                 | Mattias Skjelmose (DEN)       | 3.                 |

| Cofidis COF | Cofidis COF               | Cofidis COF |
| ----------- | ------------------------- | ----------- |
| Nr.         | Rytter                    | Placering   |
| 41          | Victor Lafay (FRA)        | 61.         |
| 42          | Bryan Coquard (FRA)       | DNS-3       |
| 43          | Thomas Champion (FRA)     | 82.         |
| 44          | Rubén Fernández (ESP)     | 37.         |
| 45          | Pierre-Luc Périchon (FRA) | 46.         |
| 46          | Axel Zingle (FRA)         | DNS-3       |

| Astana Qazaqstan Team AST | Astana Qazaqstan Team AST | Astana Qazaqstan Team AST |
| ------------------------- | ------------------------- | ------------------------- |
| Nr.                       | Rytter                    | Placering                 |
| 51                        | Gleb Brussenskij (KAZ)    | 79.                       |
| 52                        | Leonardo Basso (ITA)      | 88.                       |
| 53                        | Samuele Battistella (ITA) | 7.                        |
| 54                        | Michele Gazzoli (ITA)     | 71.                       |
| 56                        | Artjom Zakharov (KAZ)     | 73.                       |
| 57                        | Simone Velasco (ITA)      | 40.                       |

| AG2R Citroën Team ACT | AG2R Citroën Team ACT        | AG2R Citroën Team ACT |
| --------------------- | ---------------------------- | --------------------- |
| Nr.                   | Rytter                       | Placering             |
| 61                    | Geoffrey Bouchard (FRA)      | 29.                   |
| 62                    | Damien Touzé (FRA)           | 11.                   |
| 63                    | Aurélien Paret-Peintre (FRA) | 8.                    |
| 64                    | Andrea Vendrame (ITA)        | 53.                   |
| 65                    | Nicolas Prodhomme (FRA)      | DNS-3                 |

| Arkéa-Samsic ARK | Arkéa-Samsic ARK          | Arkéa-Samsic ARK |
| ---------------- | ------------------------- | ---------------- |
| Nr.              | Rytter                    | Placering        |
| 71               | Nairo Quintana (COL)      | 1.               |
| 72               | Miguel Flórez López (COL) | 75.              |
| 73               | Nicolas Edet (FRA)        | 48.              |
| 74               | Łukasz Owsian (POL)       | 13.              |
| 75               | Maxime Bouet (FRA)        | 9.               |
| 76               | Dayer Quintana (COL)      | 38.              |

| Groupama-FDJ GFC | Groupama-FDJ GFC        | Groupama-FDJ GFC |
| ---------------- | ----------------------- | ---------------- |
| Nr.              | Rytter                  | Placering        |
| 81               | Bruno Armirail (FRA)    | 66.              |
| 82               | Lewis Askey (GBR)       | 85.              |
| 83               | Arnaud Démare (FRA)     | 69.              |
| 85               | Tobias Ludvigsson (SWE) | 65.              |
| 86               | Anthony Roux (FRA)      | 83.              |
| 87               | Michael Storer (AUS)    | 28.              |

| TotalEnergies TEN | TotalEnergies TEN     | TotalEnergies TEN |
| ----------------- | --------------------- | ----------------- |
| Nr.               | Rytter                | Placering         |
| 91                | Maciej Bodnar (POL)   | 59.               |
| 92                | Fabien Doubey (FRA)   | 20.               |
| 93                | Valentin Ferron (FRA) | 33.               |
| 94                | Pierre Latour (FRA)   | 5.                |
| 95                | Lorrenzo Manzin (FRA) | 72.               |
| 96                | Fabien Grellier (FRA) | 64.               |
| 97                | Paul Ourselin (FRA)   | 44.               |

| B&B Hotels-KTM BBK | B&B Hotels-KTM BBK          | B&B Hotels-KTM BBK |
| ------------------ | --------------------------- | ------------------ |
| Nr.                | Rytter                      | Placering          |
| 101                | Pierre Barbier (FRA)        | 89.                |
| 102                | Alexis Gougeard (FRA)       | DNF-3              |
| 103                | Miguel Heidemann (GER)      | 49.                |
| 104                | Maxime Chevalier (FRA)      | 60.                |
| 105                | Raphaël Parisella (CAN)     | DNS-3              |
| 106                | Pierre Rolland (FRA)        | DNF-3              |
| 107                | Sebastian Schönberger (AUT) | 17.                |

| Lotto-Soudal LTS | Lotto-Soudal LTS          | Lotto-Soudal LTS |
| ---------------- | ------------------------- | ---------------- |
| Nr.              | Rytter                    | Placering        |
| 111              | Cedric Beullens (BEL)     | 34.              |
| 112              | Philippe Gilbert (BEL)    | 39.              |
| 114              | Kamil Małecki (POL)       | 55.              |
| 115              | Michael Schwarzmann (GER) | DNF-3            |
| 116              | Viktor Verschaeve (BEL)   | 27.              |
| 117              | Xandres Vervloesem (BEL)  | 74.              |

| Saint Michel-Auber 93 AUB | Saint Michel-Auber 93 AUB  | Saint Michel-Auber 93 AUB |
| ------------------------- | -------------------------- | ------------------------- |
| Nr.                       | Rytter                     | Placering                 |
| 121                       | Nicolas Debeaumarché (FRA) | 52.                       |
| 122                       | Stéphane Rossetto (FRA)    | 14.                       |
| 123                       | Jason Tesson (FRA)         | DNF-3                     |
| 124                       | Joris Delbove (FRA)        | 30.                       |
| 125                       | Tony Hurel (FRA)           | DNF-3                     |
| 126                       | Yoann Paillot (FRA)        | 67.                       |

| Go Sport-Roubaix Lille Métropole GRL | Go Sport-Roubaix Lille Métropole GRL | Go Sport-Roubaix Lille Métropole GRL |
| ------------------------------------ | ------------------------------------ | ------------------------------------ |
| Nr.                                  | Rytter                               | Placering                            |
| 131                                  | Tom Mainguenaud (FRA)                | 36.                                  |
| 132                                  | Evaldas Šiškevicius (LTU)            | 84.                                  |
| 133                                  | Samuel Leroux (FRA)                  | 54.                                  |
| 134                                  | Jérémy Leveau (FRA)                  | 68.                                  |
| 135                                  | Valentin Tabellion (FRA)             | 80.                                  |
| 136                                  | Norman Vahtra (EST)                  | 91.                                  |
| 137                                  | Emiel Vermeulen (BEL)                | 87.                                  |

| Team DSM DSM | Team DSM DSM          | Team DSM DSM |
| ------------ | --------------------- | ------------ |
| Nr.          | Rytter                | Placering    |
| 141          | Romain Combaud (FRA)  | 21.          |
| 142          | Florian Stork (GER)   | 16.          |
| 143          | Mark Donovan (GBR)    | 22.          |
| 145          | Tim Naberman (NED)    | 90.          |
| 146          | Martijn Tusveld (NED) | 18.          |

| Israel-Premier Tech IPT | Israel-Premier Tech IPT             | Israel-Premier Tech IPT |
| ----------------------- | ----------------------------------- | ----------------------- |
| Nr.                     | Rytter                              | Placering               |
| 151                     | Rudy Barbier (FRA)                  | 81.                     |
| 152                     | Patrick Bevin (NZL)                 | DNF-1                   |
| 153                     | Omer Goldstein (ISR)                | 32.                     |
| 154                     | Carl Fredrik Hagen (NOR)            | 45.                     |
| 155                     | Tom Van Asbroeck (BEL)              | 63.                     |
| 156                     | Sep Vanmarcke (BEL)                 | 41.                     |
| 157                     | Mads Würtz Schmidt (DEN) (landevej) | 12.                     |

| Nice Métropole Côte d'Azur NMC | Nice Métropole Côte d'Azur NMC | Nice Métropole Côte d'Azur NMC |
| ------------------------------ | ------------------------------ | ------------------------------ |
| Nr.                            | Rytter                         | Placering                      |
| 161                            | Antoine Berlin (MON)           | 62.                            |
| 162                            | Kévin Besson (FRA)             | 78.                            |
| 163                            | Jonathan Couanon (FRA)         | 76.                            |
| 164                            | Tristan Delacroix (FRA)        | 19.                            |
| 165                            | Jean Goubert (FRA)             | 43.                            |
| 166                            | Andrea Mifsud                  | 25.                            |
| 167                            | Maxime Urruty (FRA)            | 77.                            |

| Movistar Team MOV | Movistar Team MOV        | Movistar Team MOV |
| ----------------- | ------------------------ | ----------------- |
| Nr.               | Rytter                   | Placering         |
| 1                 | Iván Sosa (COL)          | 24.               |
| 2                 | Gorka Izagirre (ESP)     | DNF-1             |
| 3                 | Matteo Jorgenson (USA)   | 4.                |
| 4                 | Mathias Norsgaard (DEN)  | 50.               |
| 5                 | Óscar Rodríguez (ESP)    | 26.               |
| 6                 | José Joaquín Rojas (ESP) | 56.               |
| 7                 | Antonio Pedrero (ESP)    | 42.               |

| Quick-Step Alpha Vinyl QST | Quick-Step Alpha Vinyl QST          | Quick-Step Alpha Vinyl QST |
| -------------------------- | ----------------------------------- | -------------------------- |
| Nr.                        | Rytter                              | Placering                  |
| 11                         | Julian Alaphilippe (FRA) (landevej) | 2.                         |
| 12                         | Pieter Serry (BEL)                  | 51.                        |
| 14                         | Dries Devenyns (BEL)                | 31.                        |
| 16                         | Ilan Van Wilder (BEL)               | 6.                         |
| 17                         | Louis Vervaeke (BEL)                | 10.                        |

| Ineos Grenadiers IGD | Ineos Grenadiers IGD   | Ineos Grenadiers IGD |
| -------------------- | ---------------------- | -------------------- |
| Nr.                  | Rytter                 | Placering            |
| 21                   | Elia Viviani (ITA)     | 57.                  |
| 22                   | Richard Carapaz (ECU)  | DNS-2                |
| 23                   | Filippo Ganna (ITA)    | DQ-3                 |
| 24                   | Ethan Hayter (GBR)     | 58.                  |
| 25                   | Salvatore Puccio (ITA) | 86.                  |
| 26                   | Luke Rowe (GBR)        | 35.                  |

| Trek-Segafredo TFS | Trek-Segafredo TFS            | Trek-Segafredo TFS |
| ------------------ | ----------------------------- | ------------------ |
| Nr.                | Rytter                        | Placering          |
| 31                 | Dario Cataldo (ITA)           | 47.                |
| 32                 | Alexander Kamp (DEN)          | 70.                |
| 33                 | Kenny Elissonde (FRA)         | 23.                |
| 34                 | Jakob Egholm (DEN)            | DNF-3              |
| 35                 | Amanuel Ghebreigzabhier (ERI) | 15.                |
| 36                 | Mattias Skjelmose (DEN)       | 3.                 |

| Cofidis COF | Cofidis COF               | Cofidis COF |
| ----------- | ------------------------- | ----------- |
| Nr.         | Rytter                    | Placering   |
| 41          | Victor Lafay (FRA)        | 61.         |
| 42          | Bryan Coquard (FRA)       | DNS-3       |
| 43          | Thomas Champion (FRA)     | 82.         |
| 44          | Rubén Fernández (ESP)     | 37.         |
| 45          | Pierre-Luc Périchon (FRA) | 46.         |
| 46          | Axel Zingle (FRA)         | DNS-3       |

| Astana Qazaqstan Team AST | Astana Qazaqstan Team AST | Astana Qazaqstan Team AST |
| ------------------------- | ------------------------- | ------------------------- |
| Nr.                       | Rytter                    | Placering                 |
| 51                        | Gleb Brussenskij (KAZ)    | 79.                       |
| 52                        | Leonardo Basso (ITA)      | 88.                       |
| 53                        | Samuele Battistella (ITA) | 7.                        |
| 54                        | Michele Gazzoli (ITA)     | 71.                       |
| 56                        | Artjom Zakharov (KAZ)     | 73.                       |
| 57                        | Simone Velasco (ITA)      | 40.                       |

| AG2R Citroën Team ACT | AG2R Citroën Team ACT        | AG2R Citroën Team ACT |
| --------------------- | ---------------------------- | --------------------- |
| Nr.                   | Rytter                       | Placering             |
| 61                    | Geoffrey Bouchard (FRA)      | 29.                   |
| 62                    | Damien Touzé (FRA)           | 11.                   |
| 63                    | Aurélien Paret-Peintre (FRA) | 8.                    |
| 64                    | Andrea Vendrame (ITA)        | 53.                   |
| 65                    | Nicolas Prodhomme (FRA)      | DNS-3                 |

| Arkéa-Samsic ARK | Arkéa-Samsic ARK          | Arkéa-Samsic ARK |
| ---------------- | ------------------------- | ---------------- |
| Nr.              | Rytter                    | Placering        |
| 71               | Nairo Quintana (COL)      | 1.               |
| 72               | Miguel Flórez López (COL) | 75.              |
| 73               | Nicolas Edet (FRA)        | 48.              |
| 74               | Łukasz Owsian (POL)       | 13.              |
| 75               | Maxime Bouet (FRA)        | 9.               |
| 76               | Dayer Quintana (COL)      | 38.              |

| Groupama-FDJ GFC | Groupama-FDJ GFC        | Groupama-FDJ GFC |
| ---------------- | ----------------------- | ---------------- |
| Nr.              | Rytter                  | Placering        |
| 81               | Bruno Armirail (FRA)    | 66.              |
| 82               | Lewis Askey (GBR)       | 85.              |
| 83               | Arnaud Démare (FRA)     | 69.              |
| 85               | Tobias Ludvigsson (SWE) | 65.              |
| 86               | Anthony Roux (FRA)      | 83.              |
| 87               | Michael Storer (AUS)    | 28.              |

| TotalEnergies TEN | TotalEnergies TEN     | TotalEnergies TEN |
| ----------------- | --------------------- | ----------------- |
| Nr.               | Rytter                | Placering         |
| 91                | Maciej Bodnar (POL)   | 59.               |
| 92                | Fabien Doubey (FRA)   | 20.               |
| 93                | Valentin Ferron (FRA) | 33.               |
| 94                | Pierre Latour (FRA)   | 5.                |
| 95                | Lorrenzo Manzin (FRA) | 72.               |
| 96                | Fabien Grellier (FRA) | 64.               |
| 97                | Paul Ourselin (FRA)   | 44.               |

| B&B Hotels-KTM BBK | B&B Hotels-KTM BBK          | B&B Hotels-KTM BBK |
| ------------------ | --------------------------- | ------------------ |
| Nr.                | Rytter                      | Placering          |
| 101                | Pierre Barbier (FRA)        | 89.                |
| 102                | Alexis Gougeard (FRA)       | DNF-3              |
| 103                | Miguel Heidemann (GER)      | 49.                |
| 104                | Maxime Chevalier (FRA)      | 60.                |
| 105                | Raphaël Parisella (CAN)     | DNS-3              |
| 106                | Pierre Rolland (FRA)        | DNF-3              |
| 107                | Sebastian Schönberger (AUT) | 17.                |

| Lotto-Soudal LTS | Lotto-Soudal LTS          | Lotto-Soudal LTS |
| ---------------- | ------------------------- | ---------------- |
| Nr.              | Rytter                    | Placering        |
| 111              | Cedric Beullens (BEL)     | 34.              |
| 112              | Philippe Gilbert (BEL)    | 39.              |
| 114              | Kamil Małecki (POL)       | 55.              |
| 115              | Michael Schwarzmann (GER) | DNF-3            |
| 116              | Viktor Verschaeve (BEL)   | 27.              |
| 117              | Xandres Vervloesem (BEL)  | 74.              |

| Saint Michel-Auber 93 AUB | Saint Michel-Auber 93 AUB  | Saint Michel-Auber 93 AUB |
| ------------------------- | -------------------------- | ------------------------- |
| Nr.                       | Rytter                     | Placering                 |
| 121                       | Nicolas Debeaumarché (FRA) | 52.                       |
| 122                       | Stéphane Rossetto (FRA)    | 14.                       |
| 123                       | Jason Tesson (FRA)         | DNF-3                     |
| 124                       | Joris Delbove (FRA)        | 30.                       |
| 125                       | Tony Hurel (FRA)           | DNF-3                     |
| 126                       | Yoann Paillot (FRA)        | 67.                       |

| Go Sport-Roubaix Lille Métropole GRL | Go Sport-Roubaix Lille Métropole GRL | Go Sport-Roubaix Lille Métropole GRL |
| ------------------------------------ | ------------------------------------ | ------------------------------------ |
| Nr.                                  | Rytter                               | Placering                            |
| 131                                  | Tom Mainguenaud (FRA)                | 36.                                  |
| 132                                  | Evaldas Šiškevicius (LTU)            | 84.                                  |
| 133                                  | Samuel Leroux (FRA)                  | 54.                                  |
| 134                                  | Jérémy Leveau (FRA)                  | 68.                                  |
| 135                                  | Valentin Tabellion (FRA)             | 80.                                  |
| 136                                  | Norman Vahtra (EST)                  | 91.                                  |
| 137                                  | Emiel Vermeulen (BEL)                | 87.                                  |

| Team DSM DSM | Team DSM DSM          | Team DSM DSM |
| ------------ | --------------------- | ------------ |
| Nr.          | Rytter                | Placering    |
| 141          | Romain Combaud (FRA)  | 21.          |
| 142          | Florian Stork (GER)   | 16.          |
| 143          | Mark Donovan (GBR)    | 22.          |
| 145          | Tim Naberman (NED)    | 90.          |
| 146          | Martijn Tusveld (NED) | 18.          |

| Israel-Premier Tech IPT | Israel-Premier Tech IPT             | Israel-Premier Tech IPT |
| ----------------------- | ----------------------------------- | ----------------------- |
| Nr.                     | Rytter                              | Placering               |
| 151                     | Rudy Barbier (FRA)                  | 81.                     |
| 152                     | Patrick Bevin (NZL)                 | DNF-1                   |
| 153                     | Omer Goldstein (ISR)                | 32.                     |
| 154                     | Carl Fredrik Hagen (NOR)            | 45.                     |
| 155                     | Tom Van Asbroeck (BEL)              | 63.                     |
| 156                     | Sep Vanmarcke (BEL)                 | 41.                     |
| 157                     | Mads Würtz Schmidt (DEN) (landevej) | 12.                     |

| Nice Métropole Côte d'Azur NMC | Nice Métropole Côte d'Azur NMC | Nice Métropole Côte d'Azur NMC |
| ------------------------------ | ------------------------------ | ------------------------------ |
| Nr.                            | Rytter                         | Placering                      |
| 161                            | Antoine Berlin (MON)           | 62.                            |
| 162                            | Kévin Besson (FRA)             | 78.                            |
| 163                            | Jonathan Couanon (FRA)         | 76.                            |
| 164                            | Tristan Delacroix (FRA)        | 19.                            |
| 165                            | Jean Goubert (FRA)             | 43.                            |
| 166                            | Andrea Mifsud                  | 25.                            |
| 167                            | Maxime Urruty (FRA)            | 77.                            |